# Przemiana pokoleń

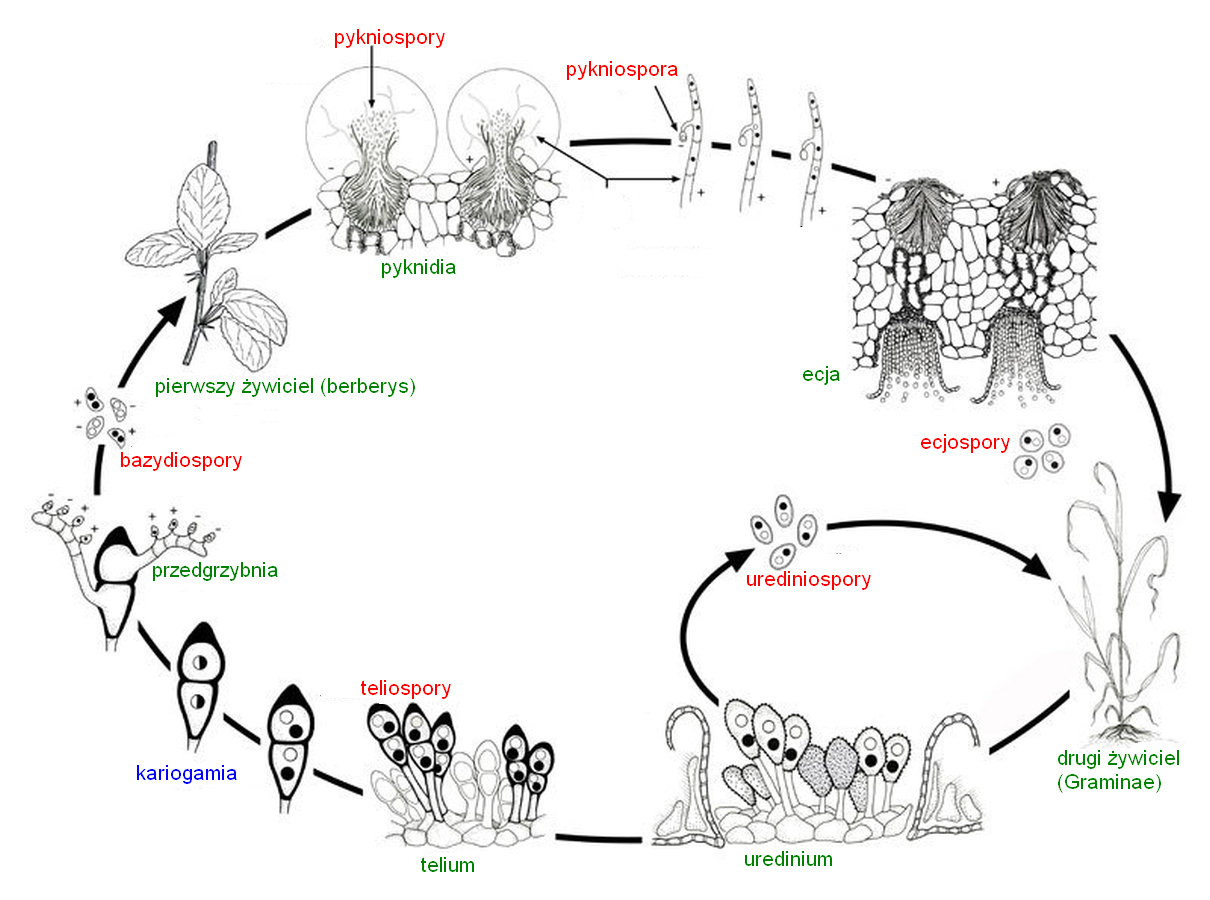
Przemiana pokoleń w cyklu rozwojowym rdzy zbożowej (Puccinia graminis Pers.)

Przemiana pokoleń, heterogeneza – cykl życiowy (rozwojowy), w którym pokolenie rozmnażające się płciowo występuje na przemian z pokoleniem rozmnażającym się bezpłciowo. Oba pokolenia (fazy) często różnią się morfologią. Niekiedy występuje u nich także przemiana faz jądrowych, czyli regularnym cyklicznym następowaniem po sobie faz rozwojowych o haploidalnej (między mejozą i zapłodnieniem) i diploidalnej liczbie chromosomów (między zapłodnieniem i mejozą).

## Organizmy jednokomórkowe
Organizmy jednokomórkowe rozwinęły przemianę pokoleń na dwa sposoby:
- U jednych podstawową formą życiową pozostały komórki haploidalne (posiadające jeden zestaw genów). Gamia zachodzi u nich co pewien czas w celu zróżnicowania materiału genetycznego. Jednak powstający organizm diploidalny nie jest długotrwałą formą życiową i od razu zachodzi mejoza, w której powstają cztery komórki haploidalne, które dojrzewając stają się zdolne do rozmnażania bezpłciowego. Taki sposób przemiany pokoleń nazywa się cyklem rozwojowym z mejozą postgamiczną.
- U drugich zaś organizmów, podstawową formą życiową są komórki diploidalne. Mejoza ma na celu zredukowanie materiału genetycznego – powstają po niej krótko żyjące organizmy haploidalne, które natychmiast łączą się w zygotę, która przekształca się w żywy organizm zdolny do rozmnażania płciowego. Taki sposób przemiany pokoleń nazywa się cyklem rozwojowym z mejozą pregamiczną.

## Glony, grzyby, rośliny
Przemiana pokoleń występuje powszechnie u glonów, grzybów oraz roślin. Często nie jest jednak łatwa do zaobserwowania z uwagi na mikroskopijne rozmiary jednego z dwóch pokoleń. W trakcie heterogenezy u roślin lądowych obserwuje się naprzemienne występowanie haploidalnego gametofitu oraz diploidalnego sporofitu, przy czym u roślin niższych (mszaki) stadium dominującym jest samożywny gametofit, natomiast u roślin naczyniowych stadium dominującym (długością trwania i wielkością) jest samożywny sporofit. W przypadku roślin wyższych sporofit jest trwały i zazwyczaj produkuje w ciągu swego życia wiele pokoleń haploidalnych. Największe sporofity wytwarzają najwyższe drzewa – sekwoje.
Faza haploidalna kończy się z chwilą syngamii, czyli połączenia haploidalnych gamet i rozpoczęcia fazy diploidalnej. Faza diploidalna kończy się mejozą, w wyniku której powstają haploidalne spory/zarodniki.

## Zwierzęta
Przemiana pokoleń występuje także u zwierząt (np. płazińce, skorupiaki, owady), łączy się zazwyczaj z partenogenezą (np. u mszyc), poliembrionią lub pedogenezą.